# 寺田治郎
寺田 治郎（てらだ じろう、1915年（大正4年）11月4日 - 2002年（平成14年）3月17日）は、日本の裁判官。第10代最高裁判所長官。

## 略歴
愛知県出身。旧制姫路高等学校を経て、1938年（昭和13年）東京帝国大学法学部を卒業。
司法官試補となるも、すぐに大日本帝国陸軍に召集され、法務大尉として終戦を迎えた。復員後は1947年（昭和22年）に京都地裁に勤務した後、1949年（昭和24年）に最高裁民事局勤務、最高裁事務総務局長、大津地裁所長、東京高裁判事を経て、1974年（昭和49年）に最高裁事務総長に就任。1976年（昭和51年）5月に日本共産党スパイ査問事件が国会で取り上げられた時には国会に呼ばれ、「国政調査権が確定判決の当否、事実認定、罪刑の当不当などを調査するのは司法権介入になるか」とただしたのに対し、寺田は1948年（昭和23年）の最高裁裁判官会議の議決から「確定判決の当否を調べるため、国会が証人喚問を行うようなことは的確ではない」と答弁した。
1977年（昭和52年）11月に名古屋高裁長官、1978年（昭和53年）7月に東京高裁長官を歴任。
1980年（昭和55年）3月22日に最高裁判所判事に就任。就任の時に「裁判官はいくら理屈が立派でも、結論が実感からかけ離れていてはダメ。庶民的なところをこれからもこころがける」と話した。1982年（昭和57年）10月1日に最高裁判所長官に就任。
最高裁長官時代には一票の格差問題に取り組み、全国4ヶ所の高裁で判断に差異があり、これらが上告されてからわずか半年で最高裁大法廷判決を出し、国会に対して怠慢を是正して早期是正を強く迫った。1984年5月の憲法記念日を前にした記者会見で最高裁の違憲審査について「一般論だが、法律の合憲性について条件をつけ、法を制限解釈することで、将来、法の解釈運用が実際に動かされ、ひいては立法に発展することもあり、これは一つの違憲法令審査権の作用だと考える」と述べた。この寺田の「憲法限定解釈論」は一面は結果的に現状追認型となり、制度的な改革を目指す当事者としては強い不満を残した。
また、1971年を最後に中断していた司法修習修了式を1983年4月に行った。
1985年11月4日定年退官。1987年勲一等旭日大綬章受章。2002年、急性心不全のため86歳で死去。
息子の逸郎も裁判官となり最高裁判所判事を経て、2014年（平成26年）4月1日、第18代最高裁長官に就任している。

## 最高裁判所での担当訴訟
- 日産自動車事件（1981年、第三小法廷裁判長）
- 前科照会事件（1981年、第三小法廷裁判長）
- 大阪空港訴訟（1981年、大法廷裁判官）
- 堀木訴訟（1982年、大法廷裁判官）
- 札幌税関検査事件（1984年、大法廷裁判長）
- 福岡県青少年保護育成条例事件（1985年、大法廷裁判長）
- サラリーマン税金訴訟（1985年、大法廷裁判長）